# 尼古拉耶夫卡村委员会 (坦波夫卡区)
尼古拉耶夫卡村委员会（俄语：Николаевский сельсовет）是俄罗斯联邦阿穆尔州坦波夫卡区所属的一个村委员会。其下辖有1个居民点，行政中心为尼古拉耶夫卡。据2016年统计，该村委员会的人口为960人。